# Karlsruhe Zoo
Karlsruhe Zoo är en djurpark i den tyska staden Karlsruhe, i den tyska delstaten Baden-Württemberg.

## Historia
Redan 1861 tog medlemmarna i en lokal fågelfårening initiativ till att grunda en fågelpark i Karlsruhe. Förslaget stöddes av storhertig Fredrik I av Baden vilken tillät att ett område omkring Ludwigsee utformades som en djurpark mot en årlig hyra på tre Gulden. 1865 öppnades parken för besökare, och redan 1869 besökte 50 000 personer djurparken, vars djurbestånd kontinuerligt ökade genom bidrag från storhertigen och bidrag från allmänheten.
1907 öppnade Carl Hagenbeck den första gallerfria djurparken i Hamburg, och 1913 följde Karlsruhe Zoo detta initiativ, med en nyöppnad frianläggning för sjölejon, vilken i dag är djurparkens äldsta djuranläggning. 1923 inköptes den första tigern, och 1924 anlände den treåriga asiatiska elefanten Molly.
Andra världskriget skadade djurparkens byggnader och djurbestånd, och 1947 påbörjades en återuppbyggnad, och 1949 öppnades åter djurparken för besökare.
1967 hölls en stor utställning, Bundesgartenschau, och djurparken mottog över sex miljoner besökare. Inför detta event hade mycket byggts om och byggts ut, och isbjörnsanläggningen byggdes ut för att inrymma 11 isbjörnar, den största gruppen av Isbjörnar i Europa vid denna tid.

## Branden i ponnystallet

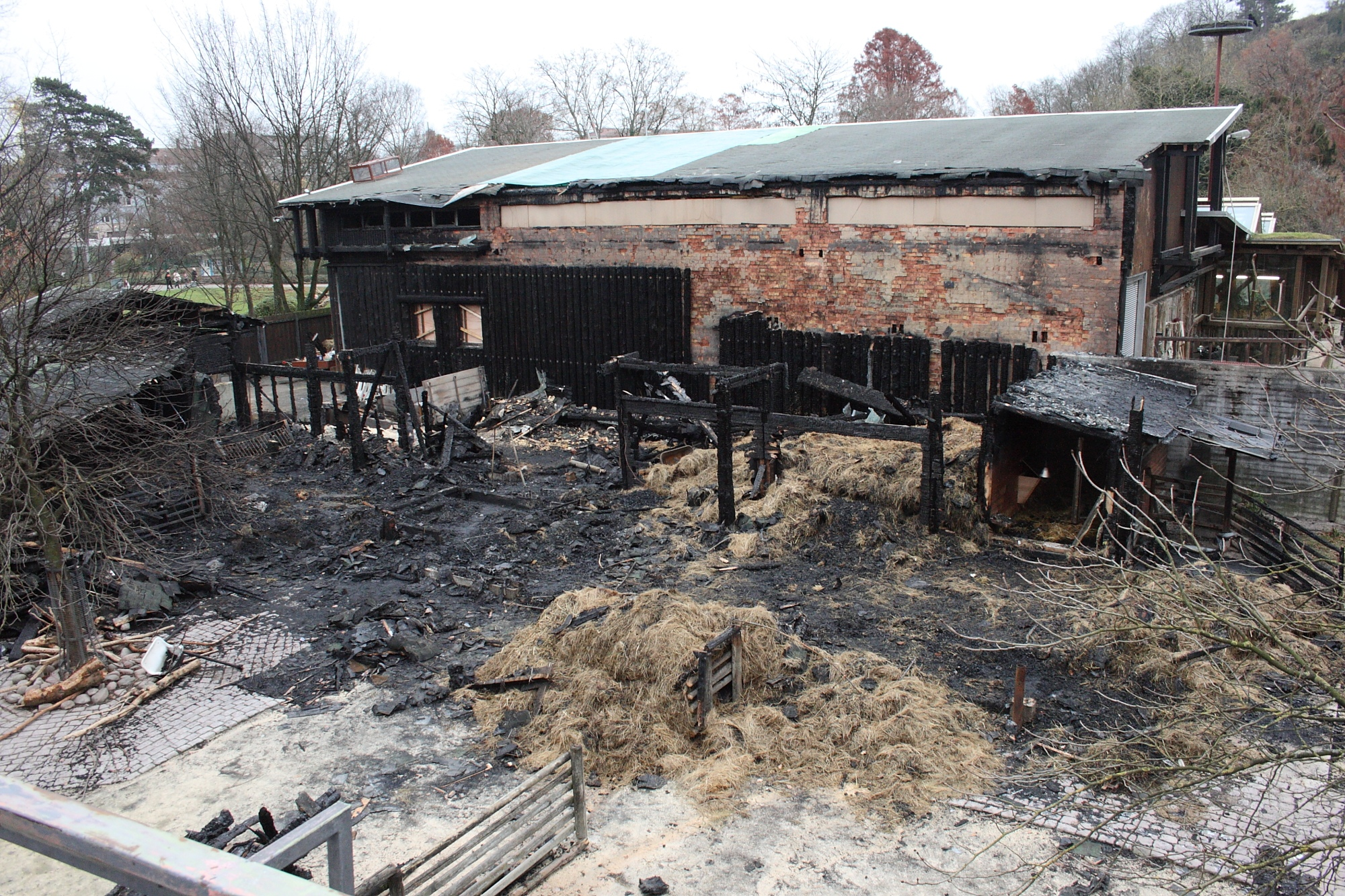
Askan av det nedbrunna ponnystallet i förgrunden, tegelväggan hör till elefanthuset, Karlsruhe Zoo den 21 november 2010.

På natten den 13 november 2010 inträffade en tragedi, ett ponnystall invid elefanthuset började brinna, och branden vandrade via ett hölager till elefanthuset. 26 djur dog i denna brand, och flera av de överlevande fick skador. Elefantskötarna var dock snabbt på plats, och lyckades rädda alla elefanterna genom att ta ut dem i utehagen, men elefanten Jenny som stått närmast branden, fick 25-procentiga brännskador.